# Leopoldskazerne

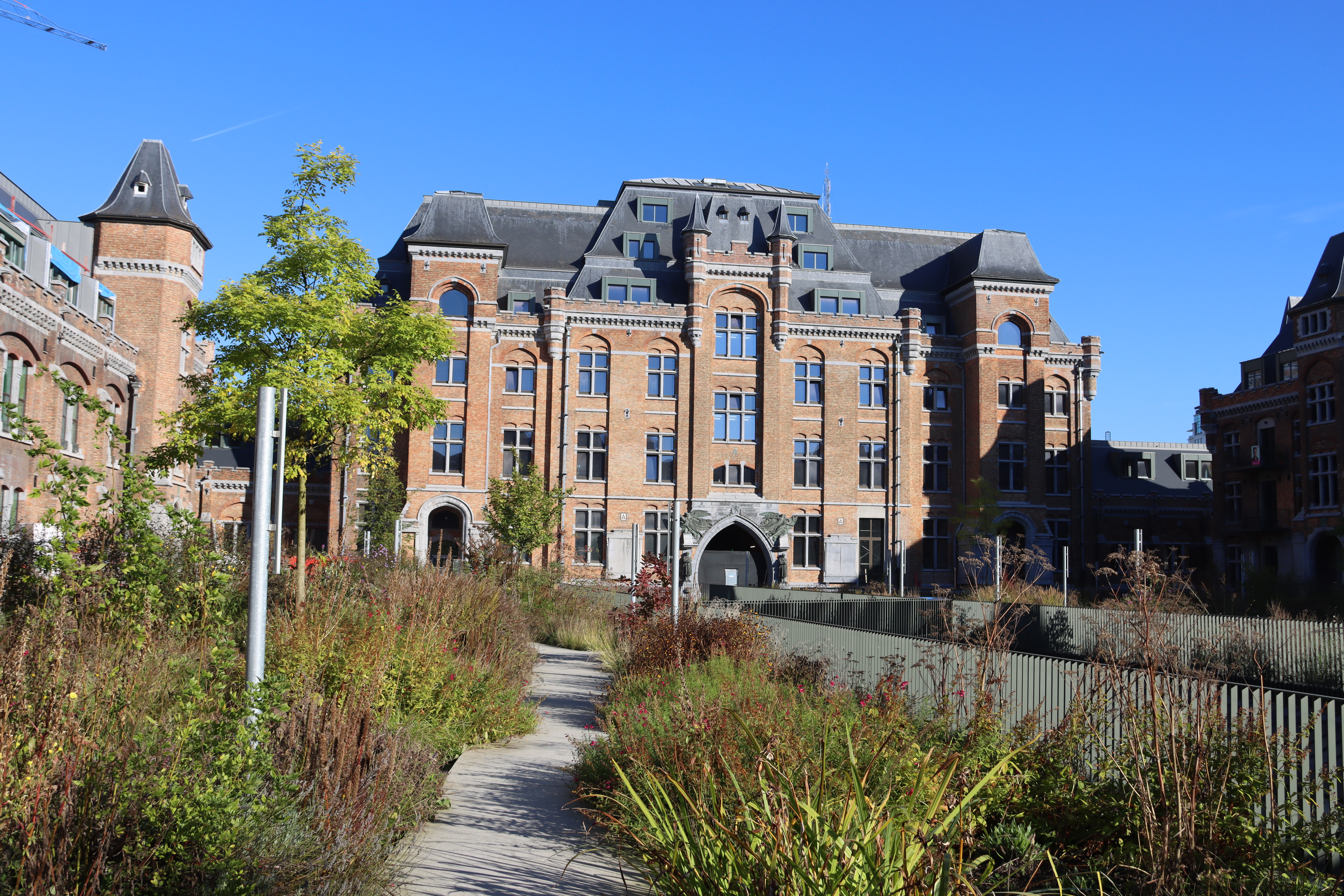
Leopoldskazerne in 2024

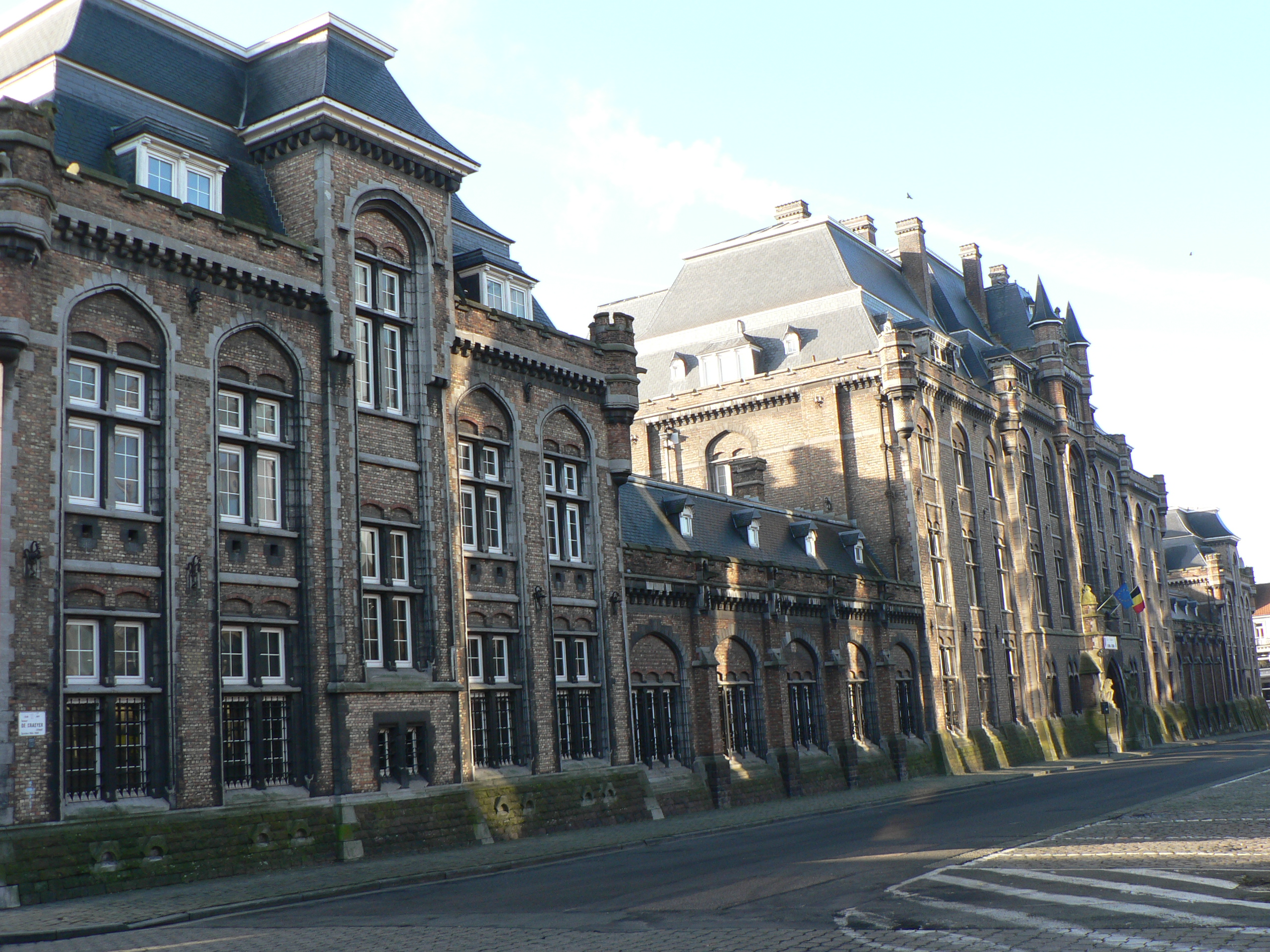
De Leopoldskazerne gezien vanuit de Gaspar de Craeyerstraat.

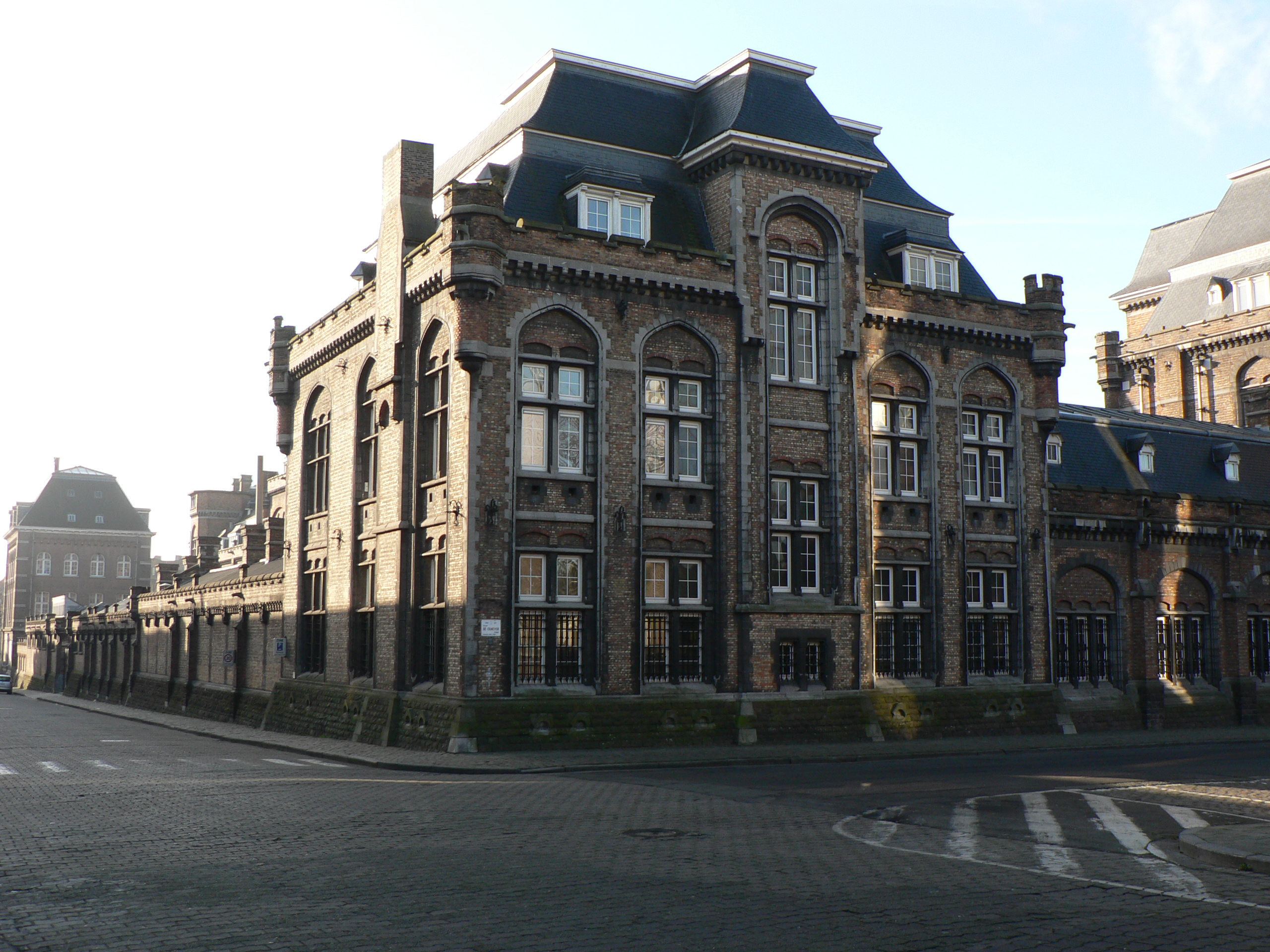
De Leopoldskazerne gezien vanop de Kattenberg.

De Leopoldskazerne was een militair complex gelegen in de Belgische stad Gent.  
De gebouwen werden opgetrokken tussen 1890 en 1905. Het complex werd ontworpen door de architecten Modeste de Noyette en O. Geerling en werd opgetrokken in eclectische stijl. Het gebouw heeft een oppervlakte van ruim 2 ha en kon oorspronkelijk ongeveer 1300 militairen kazerneren. Ondanks het feit dat de kazerne in 1905 reeds voltooid was, werd ze pas twee jaar later in gebruik genomen. Op 1 oktober 1907 nam het 2 Linie Regiment zijn intrek in de kazerne.
In 2019 begonnen de werken om de Leopoldskazerne om te vormen tot een duurzame stadsbuurt. De site kreeg ruimte voor het nieuwe Provinciehuis van provincie Oost-Vlaanderen, kantoren voor Defensie, een hotel, kinderopvang en wooneenheden. De werken zouden in de loop van 2025 afgerond moeten zijn.

## De twee wereldoorlogen
Tijdens de Eerste Wereldoorlog werd de kazerne bezet door Duitse troepen. Tijdens hun verblijf zorgden de Duitsers ervoor dat de gasverlichting van de kazerne vervangen werd door elektriciteit en dat het keukencomplex gemoderniseerd werd. De kazerne werd tijdens de Duitse bezetting ook omgedoopt tot "Kaserne Kaiser Wilhelm".
Ook tijdens de Tweede Wereldoorlog ontkwam de kazerne niet aan de Duitse bezetter, die er opnieuw vier jaar verbleef. Ditmaal plaatste de Luftwaffe er een radarinstallatie en luchtafweergeschut. Hierdoor verdwenen vijf torenspitsen en bijna alle ijzeren sierspitsen.

## De Medische Dienst neemt zijn intrek in de Leopoldskazerne
Na de bevrijding keerde het 2 Linie Regiment niet terug naar zijn kazerne, aangezien het ingezet werd bij de bezetting van de Belgische sector in Duitsland. De Leopoldskazerne werd bevolkt door scholen en diensten. Vanaf 10 oktober 1955 werd de Leopoldskazerne bemand door het Centrum van de Gezondheidsdienst (CGD), de kern van wat later de Koninklijke School van de Medische Dienst zou worden. Het Opleidingscentrum, dat voordien gehuisvest was in Leuven, verzorgde de opleiding van de reserveofficieren, de actieve en reserveonderofficieren en de brancardiers van de Gezondheidsdienst. De actieve officieren kregen hun vorming in de School voor Officieren van de Gezondheidsdienst (SGD), die vanaf 1962 de titel Koninklijke School van de Gezondheidsdienst (KSGD) mocht dragen. De KSGD, die ook een applicatieschool omvatte, was ondergebracht in het voormalige militair hospitaal van Brussel. In 1973 verhuisde de KSGD naar de Leopoldskazerne te Gent, waar ze op 1 september 1973 fusioneerde met het opleidingscentrum van de Gezondheidsdienst. De nieuw gevormde school werd de KSS genoemd. Vanaf dit ogenblik werden dus alle vormingen voor alle categorieën van het personeel van de Medische Dienst gecentraliseerd in de school te Gent. Sinds 11 mei 1978 luidt de officiële benaming van de school: Koninklijke School van de Medische Dienst (KSMD). De Koninklijke School van de Medische Dienst beschikt over een eigen vaandel dat haar op 9 maart 1962 werd overhandigd door koning Boudewijn.

## Recente ontwikkelingen
Naar aanleiding van de recente herstructureringen van de Belgische krijgsmacht en de centralisatie van de diensten van de Medische Component te Neder-Over-Heembeek, werden enkele gebouwen verkocht aan de stad Gent. Sinds 2007 is het HISK (Hoger Instituut voor Schone Kunsten) gevestigd in de kazerne. 
Vervolgens werd de provincie Oost-Vlaanderen eigenaar van de Leopoldskazerne. In 2015 kocht de provincie het gedeelte dat eigendom was van de Belgische Staat en in 2016 het deel dat eigendom was van Stad Gent. Op 11 maart 2024 trokken de administratieve diensten van de provincie Oost-Vlaanderen in het Provinciehuis. 

## Herbestemming: De Leopoldskazerne als stadsbuurt
In januari 2018 wonnen ontwikkelaars DMI en Matexi de wedstrijd voor de herbestemming van de Leopoldskazerne. Het voorstel moest de site omvormen tot een duurzame stadsbuurt met ruimte voor het nieuwe Provinciehuis van Provincie Oost-Vlaanderen, kantoren voor Defensie, een hotel, kinderopvang en wooneenheden. De werken zijn begonnen op 18 maart 2019. De volledige site zou in de loop van 2025 klaar moeten zijn.  
Op 11 maart 2024 trokken de administratieve diensten van de provincie Oost-Vlaanderen in het Provinciehuis. Voordien zaten de provinciale diensten verspreid over een 7-tal locaties. Bij de bouw van het Provinciehuis werd volop ingezet op duurzaamheid. Zo wordt 75% van de benodigde energie opgewekt op de site zelf. Het gebouw behaalde de BREEAM-score Outstanding - de hoogst mogelijke score van het duurzaamheidslabel. Tijdens de openingsuren heeft iedereen vrije toegang tot het gebouw en kan men iets eten of drinken in Resto Leo.

Bij de herbestemming van de Leopoldskazerne werd maximaal aandacht besteed aan de bescherming van het historische karakter en het architecturale erfgoed van de site. De vernieuwde site moet een rustpunt en ontmoetingsplek voor de buurt worden. Het binnenplein – het vijfde grootste plein van Gent – wordt omgevormd tot een aangename groene ruimte. De hele site is ontsloten door nieuwe toegangen met als grootste blikvanger het nieuwe Provincieplein aan de zijde van de Charles de Kerchovelaan, gericht naar het Citadelpark met het SMAK, het MSK en het Kuipke. 